# Parafia św. Anny w Wiechowicach
Parafia pw. św. Anny w Wiechowicach – parafia rzymskokatolicka znajdująca się w Wiechowicach. Należy do dekanatu Branice diecezji opolskiej.
Powstała w 1903 parafia należała pierwotnie do dystryktu kietrzańskiego diecezji ołomunieckiej. W 1972 powstała diecezja opolska, co zakończyło okres formalnej przynależności do archidiecezji ołomunieckiej.
Proboszczem parafii od 2004 jest  ks. Piotr Sługocki.

## Historia
Przed przyłączeniem do Prus Wiechowice i Dzierżkowice należały najpierw do parafii Neplachovice, a potem do parafii Jaktař. Na cmentarzach w Neplachovicach i Jaktařu spoczywają dawni mieszkańcy tych wiosek.
Taki stan rzeczy przetrwał do roku 1780, po czym obie wioski przeszły pod zwierzchnictwo parafii Pilszcz. Ponieważ do Pilszcza było daleko (5-6 km), mieszkańcy Wiechowic postanowili zbudować kościół na miejscu. Złożyli na ten cel 1482 guldeny. Za te pieniądze rozpoczęto budowę kościoła. Kościół został wzniesiony w roku 1793. Był on niewielki, murowany, w stylu barokowym. Kościół oddano do użytku w roku 1794. Ksiądz z Pilszcza dojeżdżał do Wiechowic w każdą niedzielę i dni świąteczne. Za to dostawał rocznie od parafian 40 guldenów i furmankę (tam i z powrotem). W roku 1816 wybudowano wieżę kościelną. Na mszę św. przychodzili ludzie nie tylko z Wiechowic, lecz także z Dzierżkowic, Uciechowic, a nawet z Vávrovic, które należały do Austrii. W związku z taką frekwencją kościół w Wiechowicach był za mały, aby swobodnie pomieścić wiernych. W roku 1903 po długich staraniach ustanowiono w Wiechowicach parafię. Na utrzymanie kościoła utworzono fundusz, na który złożyli się parafianie. Wartość funduszu wynosiła w roku 1898 – 54 000 marek. Na utrzymanie proboszcza w miejscu przy parafii kupiono za 34 000 marek gospodarstwo wiejskie oddalone od kościoła o 300 m o powierzchni 21,25 ha wraz z zabudowaniem. Stary dom mieszkalny rozebrano i na tym miejscu wybudowano w roku 1910 okazałą plebanię. Koszty budowy plebanii wynosiły około 15 000 marek. Proboszcz z Pilszcza nie robił w związku z budową żadnych trudności.
Pierwszym proboszczem stałym w Wiechowicach został w roku 1903 ówczesny wikary z Pilszcza, ks. Sylwester Seeman. Do parafii Wiechowice przyłączono Dzierżkowice, które w związku z tym złożyły na kościół 3000 marek, a na plebanię 941 marek. W roku 1910 poszerzono plac kościelny i powiększono cmentarz, który znajdował się przy kościele. Patronką kościoła w Wiechowicach jest Święta Anna.

## Proboszczowie
Ksiądz Sylwester Seeman urodzony 30 grudnia 1867 w Baborowie ukończył studia gimnazjalne w 1887 jako wychowanek Małego Seminarium w Kromieczycu. Studia teologiczne odbył we Wrocławiu, gdzie go wyświęcił ks. kardynał Kopp w roku 1892. Ks. Seeman był wikarym w Pilszczu od 1892 do 1902. Dnia 25 stycznia 1902 przybył do Wiechowic na stanowisko wikariusza. Dnia 11 listopada 1903 został ustanowiony proboszczem w Wiechowicach. Dnia 1 października 1927 opuścił Wiechowice i przeniósł się do rodzinnego Baborowa, gdzie zmarł 10 maja 1929 i tam jest pochowany.
Następcą księdza Seemana był ksiądz Jan Szczuka, urodzony 29 kwietnia 1885 w Hulczynie. Uczęszczał do gimnazjum w Głubczycach. Teologię studiował we Wrocławiu. Wyświęcony przez kardynała Koppa w roku 1911. Był proboszczem w Wiechowicach od 1 października 1927 do 24 października 1931, po czym wrócił do Branic. Umarł jako proboszcz branicki 4 października 1958.
Po księdzu Szczuce przybył do Wiechowic na proboszcza ksiądz Józef Bortlik. Pochodził on z powiatu hulczyńskiego. Urodził się 23 listopada 1885 roku. Szkołę średnią ukończył w Kromierzycu, teologię studiował w Ołomuńcu. W 1910 roku pracował jako wikary i administrator w parafiach Kaufelautsek (Studena Loucka), Littan, Maeriek, Oltstadt, Baborów, Nasiedle, Jakubowice, Wódka, Ladgenowice, Dzielów. Do Wiechowic przybył 30 października 1931 roku i tu został proboszczem, umarł nagle 4 grudnia 1933 na stacji kolejowej w Uwalnie, ale zwłoki przywieziono 7 grudnia i pochowano go w Ludgenowicach 7 grudnia 1933 roku.
Po śmierci księdza Bortlika Wiechowice proboszczem został ksiądz Józef Kotzdy z Ludgenowic. Urodzony 7 czerwca 1889. Ukończył on gimnazjum w Raciborzu. Teologię we Wrocławiu. 18 czerwca 1914 jako kapłan był dwa razy wikarym w Nasiedlu i raz w W. Horzycach. Był administratorem parafii Turków i w Wódce. Z Wódki został przeniesiony do Wiechowic 1 czerwca 1934 roku.
Ksiądz Kotzdy w roku 1939 został wicedziekanem branickim. Po śmierci księdza Plusekkego został dziekanem w roku 1940. Po drugiej wojnie światowej został dalej w Wiechowicach. Jednak został zmuszony przez władze polskie do wyjazdu. Wyjechał do Niemiec 6 lipca 1946 roku, gdzie zmarł 4 marca 1956 roku w miejscowości Büderich, obecnie miasto Wesel.
Z powodu braku kapłanów po wojnie parafia Wiechowice nie miała na miejscu duszpasterza przez 15 lat. Kościół w Wiechowicach obsługiwali sąsiedni księża ex cureudo. Pierwszym takim substytutem został ksiądz Ruolf Glados, proboszcz w Turczowie, mianowany przez księdza Kominka – administratora Apostolskiego dnia 2 września 1946. Ksiądz Glados jednak nie chciał tu zostać i wyjechał do Niemiec w roku 1947.
Po nim dojeżdżał do Wiechowic z Turkowa ksiądz Henryk Wencel, który przybył do dekanatu branickiego w sierpniu 1947 roku. Po aresztowaniu księdza Wencla (skarżył go Grochalski Filip za rzekomą śmierć dziecka spowodowaną uderzeniem na lekcji katechizmem) zaczął dojeżdżać z Pilszcza od 11 lipca 1948 ksiądz Edward Bolek, proboszcz. Spełniał on duszpasterstwo prawie przez 10 lat tj. do końca życia. Kapłan ten zasłużył się dla Wiechowic głównie przez to, że po wyjeździe księży narodowości niemieckiej zabezpieczył plebanię i uratował inwentarz kościelny. Prowadził chór kościelny w Pilszczu, którego część stanowili młodzi parafianie z Wiechowic. Urządzał z młodzieżą religijne przedstawienia, a dochody przeznaczał na cele kościoła zniszczonego w Pilszczu. Za jego czasów odbyły się w Wiechowicach prymicje księdza Ludwika Lewandowskiego, który jako repatriant przybył z rodzicami do Wiechowic. Uczęszczał do gimnazjum w Kietrzu, a święcenia otrzymał w Nysie. Kazanie prymicyjne wygłosił ksiądz Aleksander Kozieł, dziekan z Kietrza. Ksiądz Bolek umarł w Katowicach 29 grudnia 1957. Pochowany jest na cmentarzu w Pilszczu.
Z powodu choroby księdza Bolka kuria ustanowiła substytutem w Pilszczu dnia 15 czerwca 1957 ks. Franciszka Holisza. Ksiądz Holisz dojeżdżał do Wiechowic przez 3 lata. Kuria biskupia przysłała księdza Adolfa Sowę, wikarego z Gliwic z kościoła Chrystusa Króla. Ksiądz Adolf Sowa przybył do Wiechowic i zamieszkał na plebanii na piętrze, a dół bowiem był zamieszkany przez wspomnianego "Kościuszkowca", dnia 22 grudnia 1960. Ksiądz Sowa urodził się w Skarżysku-Kamiennej 10 czerwca 1931. Szkołę średnią odbywał w Nysie w "Caroliuum" i Seminarium Wyższym w Nysie i Opolu. Święcenia kapłańskie otrzymał z rąk księdza biskupa Golińskiego, biskupa diecezji częstochowskiej, ponieważ Kuria Biskupia w Opolu nie miała swego pasterza z sakrą biskupią, dnia 17 czerwca 1956. Ksiądz Adolf Sowa był najpierw wikarym w Krzanowicach, Wojnowicach Raciborskich, Gliwicach i dopiero został administratorem Wiechowic dekretem z dnia 30 grudnia 1960 roku.

## Rok 1961
Założono nową księgę „Kronika” niniejszą, gdyż takiej w parafii Wiechowice nie znaleziono, ani w dekanacie. W założeniu jej, zbieraniu materiałów historycznych pomógł miejscowemu księdzu proboszczowi, ksiądz dziekan Bronisław Gałoński z Branic.
Kościół w Wiechowicach otrzymał nową polichromię w roku 1959, którą wykonał ludowy malarz Jan Kawulok. Prezbiterium otaczają święci śląscy i polscy. Na kościele, nawie głównej są momenty z życia św. Anny. Wykończenie nie jest najlepszej jakości bo nie był odpowiednio przygotowany podkład i umycie ścian – stąd odpryski. Wiosną 1961 roku przystąpiono do remontu plebanii. Uruchomiono wodociąg, hydrofor i przeprowadzono wodę do góry na piętro, gdzie z jednego pokoju urządzono kuchnię, bo parter nadal zajmowała rodzina Jońców. Oszklono również dwa pokoje, w których nie było szyb jeszcze od wojny. Z budynków gospodarczych pozostała tylko stajnia usytuowana po lewej stronie podwórka. Duża stodoła, wozownia i chlewy znajdowały się już prawie w gruzach, tak, że nie było już mowy o ich remoncie. Zabezpieczono dachy na plebanii i stajni. Z sadu korzystano do spółki. Ksiądz proboszcz i mieszkający gospodarz.